# Osiedle Centrum A
Osiedle Centrum A (do roku 1958 Osiedle A-31) – zabytkowe osiedle w Krakowie, w starszej części Nowej Huty, w dzielnicy XVIII Nowa Huta, niestanowiące jednostki pomocniczej niższego rzędu w ramach dzielnicy. 
Osiedle powstało w latach 1950–1953. Budynki projektował Janusz Ingarden. Jest to jedyne osiedle gdzie zrealizowano wszystkie zaprojektowane małe detale architektoniczne (kolumny, attyki). 
Ograniczone jest od południa Aleją Jana Pawła II, od wschodu ulicą Gajocha, od zachodu Placem Centralnym, a od północy Aleją Solidarności. W ciągu handlowym, przy Placu Centralnym, znajdowały się: cukiernia „Markiza”, salon „Mody Polskiej”, zlikwidowany po 1989, a w jego miejscu powstał sklep odzieży używanej. W bloku 4 do dzisiaj istnieje całodobowa apteka, a w bloku 6 znajdowała się piwiarnia „Bar pod Zegarem”. 
W centrum osiedla znajduje się podziemny garaż, element wojskowej infrastruktury Nowej Huty, dawniej służący firmie taksówkowej a obecnie jako prywatne garaże.
Odrestaurowano w 2015 neon „Markiza”, reklamę sklepu ze słodyczami, jedyny z kilkunastu ozdabiających Plac Centralny w latach PRL. Wszystkie wnętrza lokali użytkowych znajdujących się na osiedlu a projektowanych przez zespół architektów Mariana Sigmunda zniszczono po 1989.

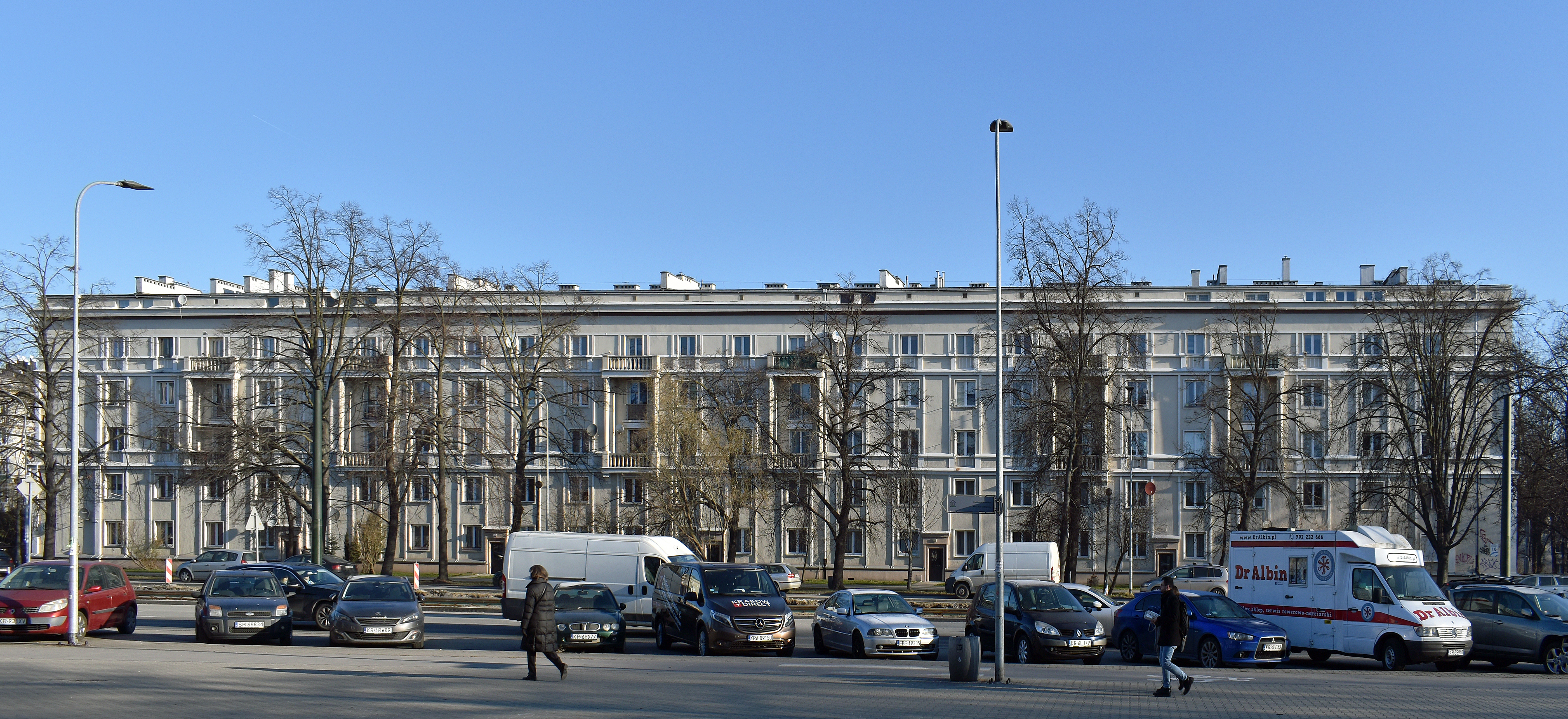
Blok Centrum A 10 z charakterystycznymi dla tego osiedla loggiami
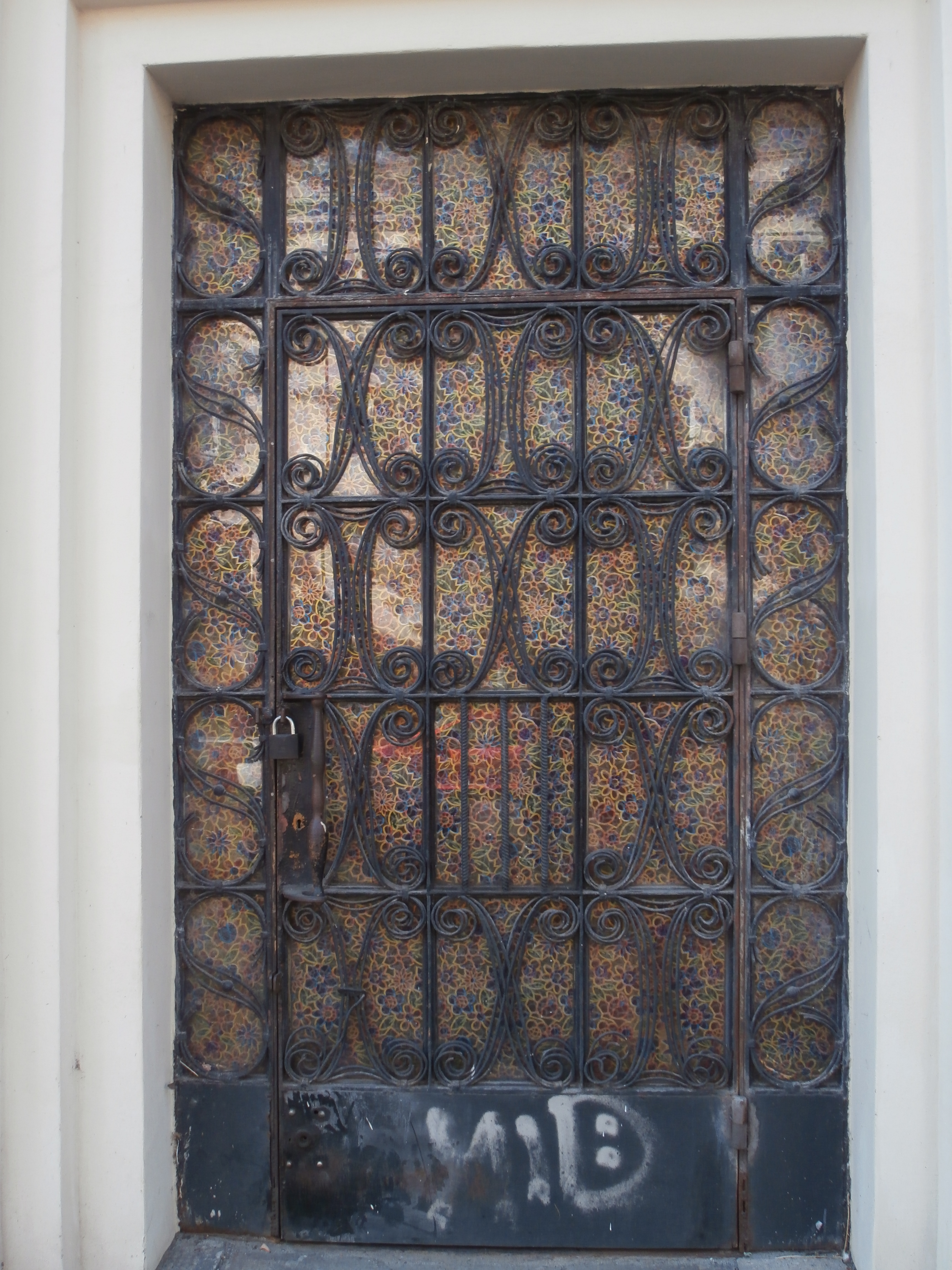
os. Centrum A 5 Oryginalna nowohucka krata w drzwiach na osiedlu
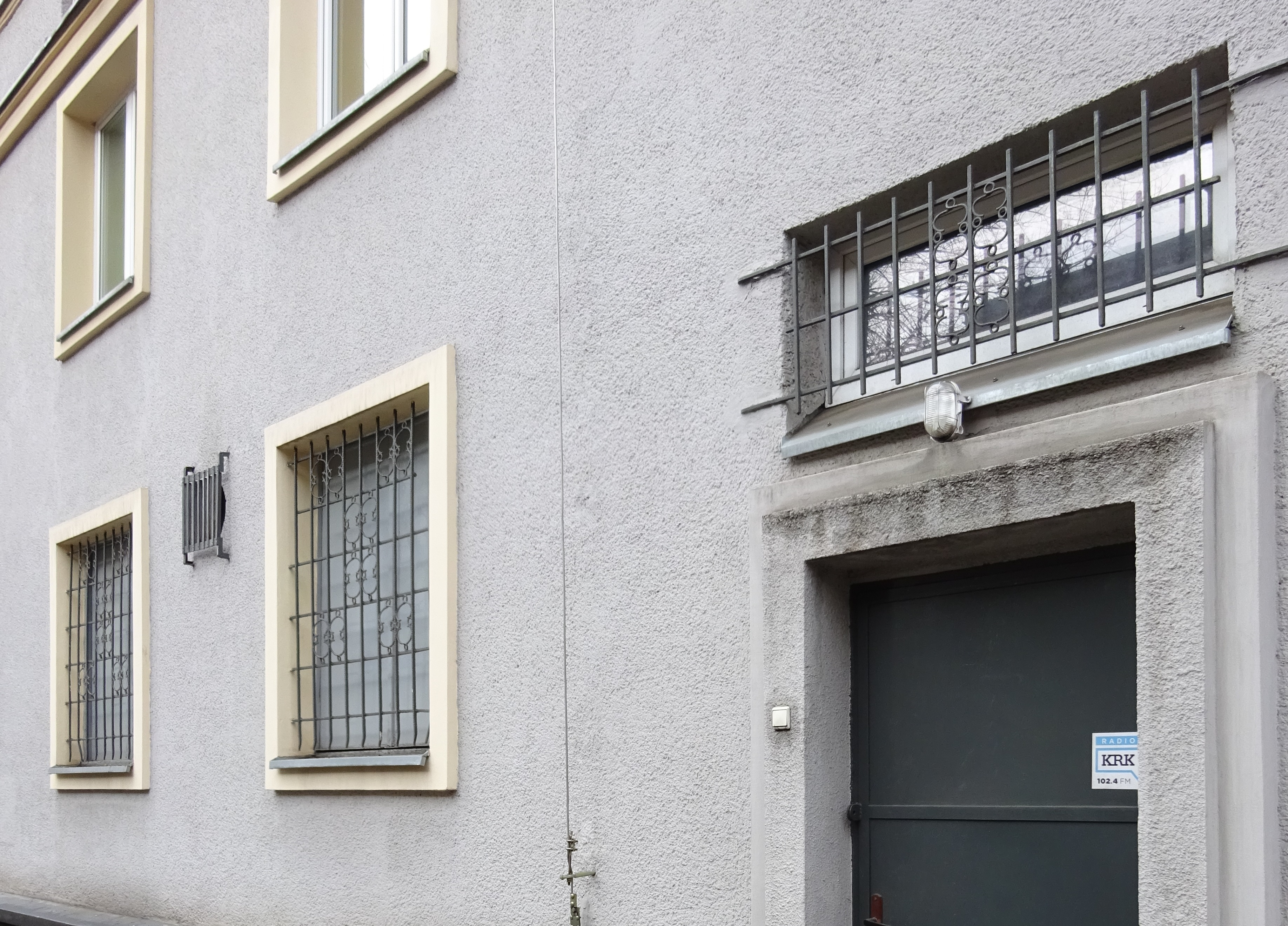
Oryginalne nowohuckie kraty w oknach na parterze na osiedlu Centrum A
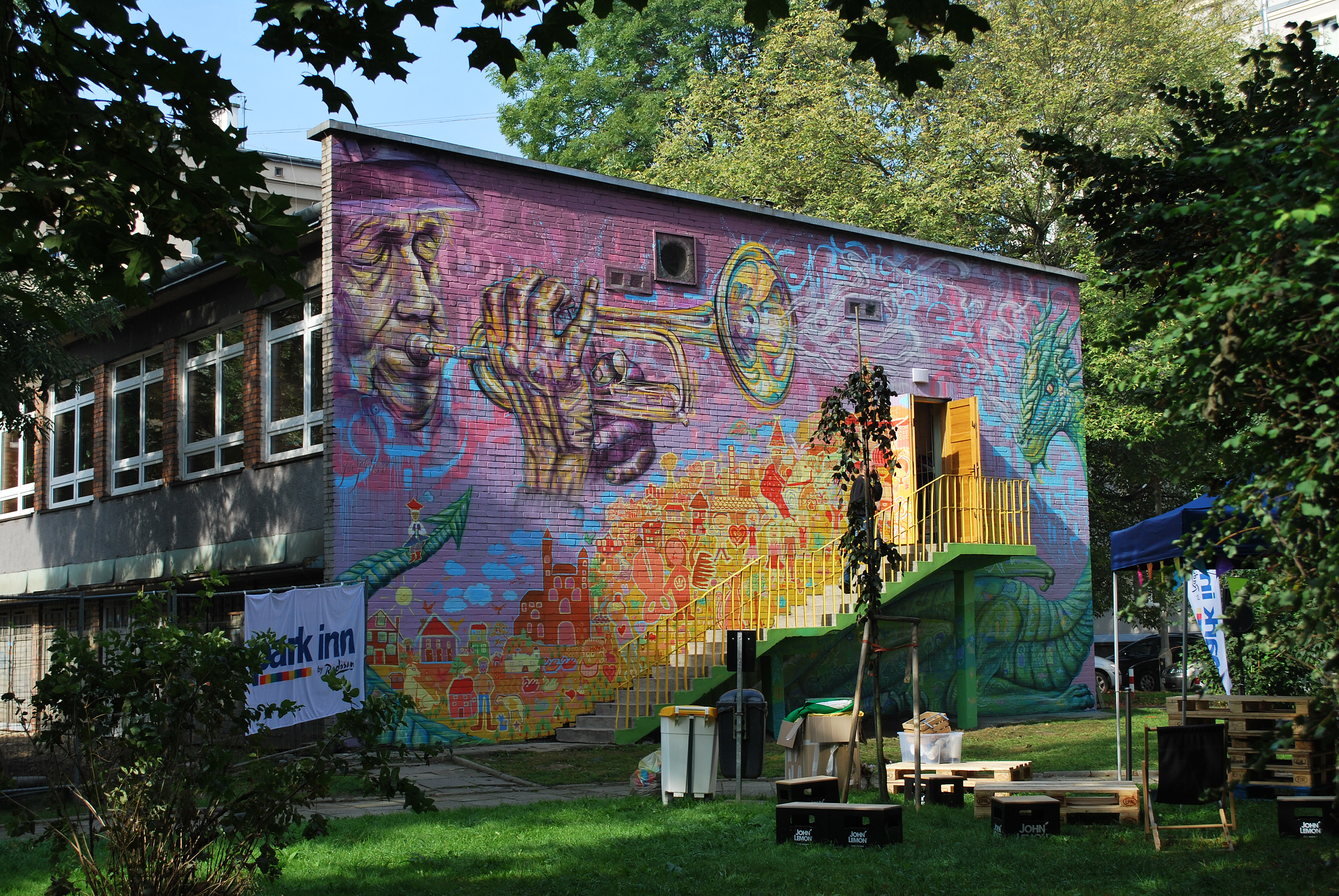
os. Centrum A 6a Klub Osiedlowy Jędruś i mural Joela Bergnera
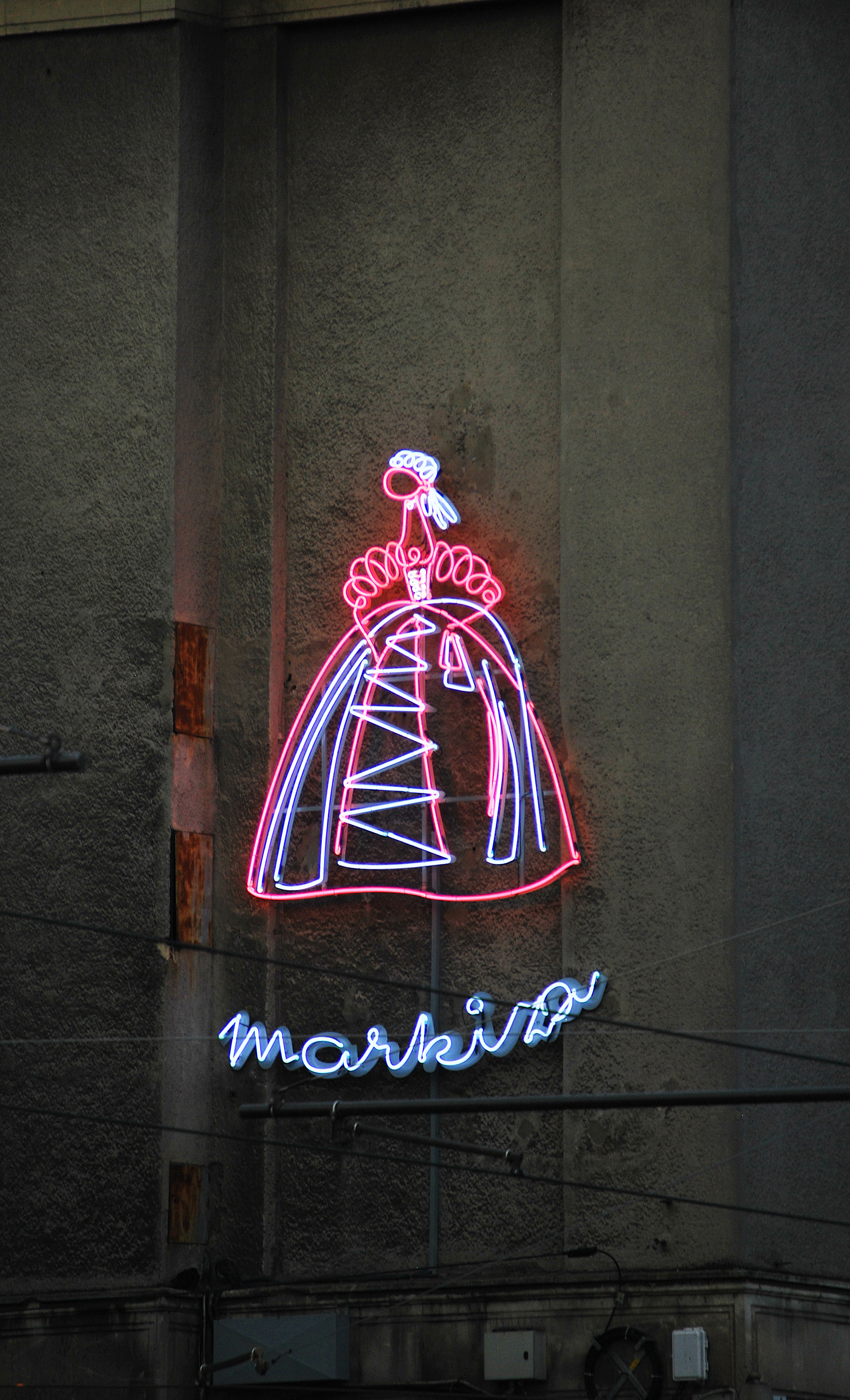
Neon "Markiza"
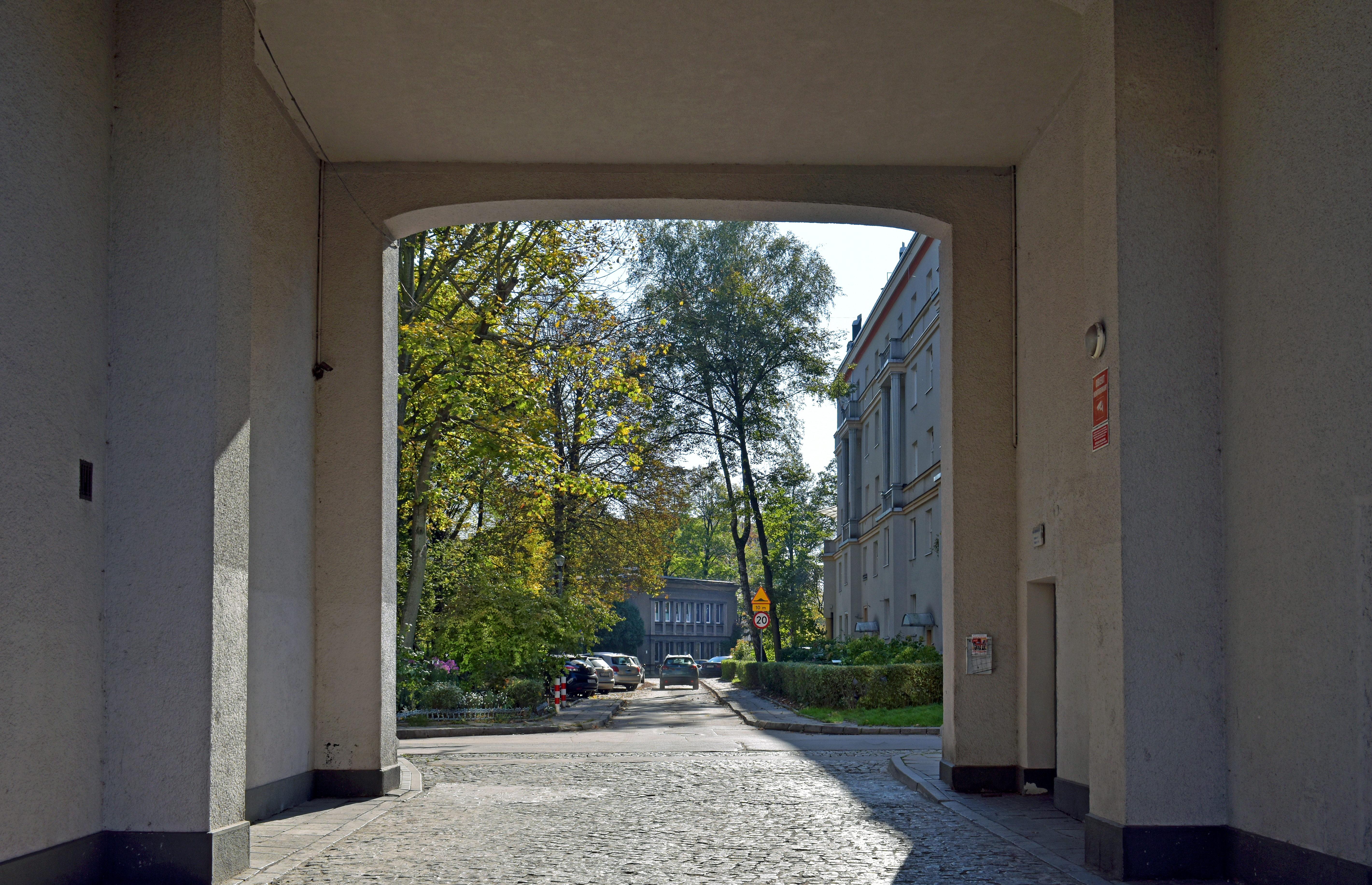
Żłobek i blok mieszkalny wewnątrz osiedla (os. Centrum A 12 i 13)
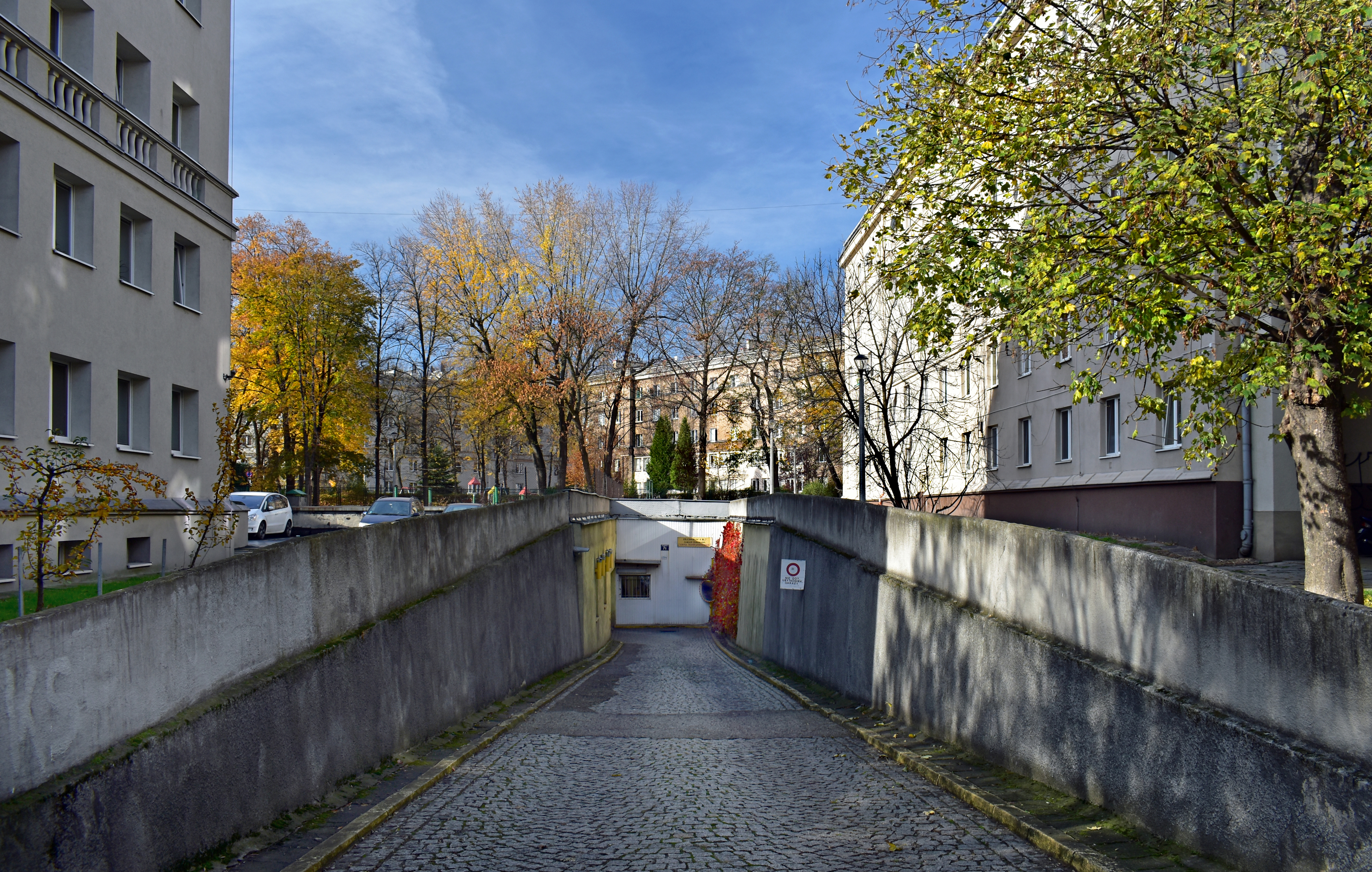
Wjazd do podziemnego garażu
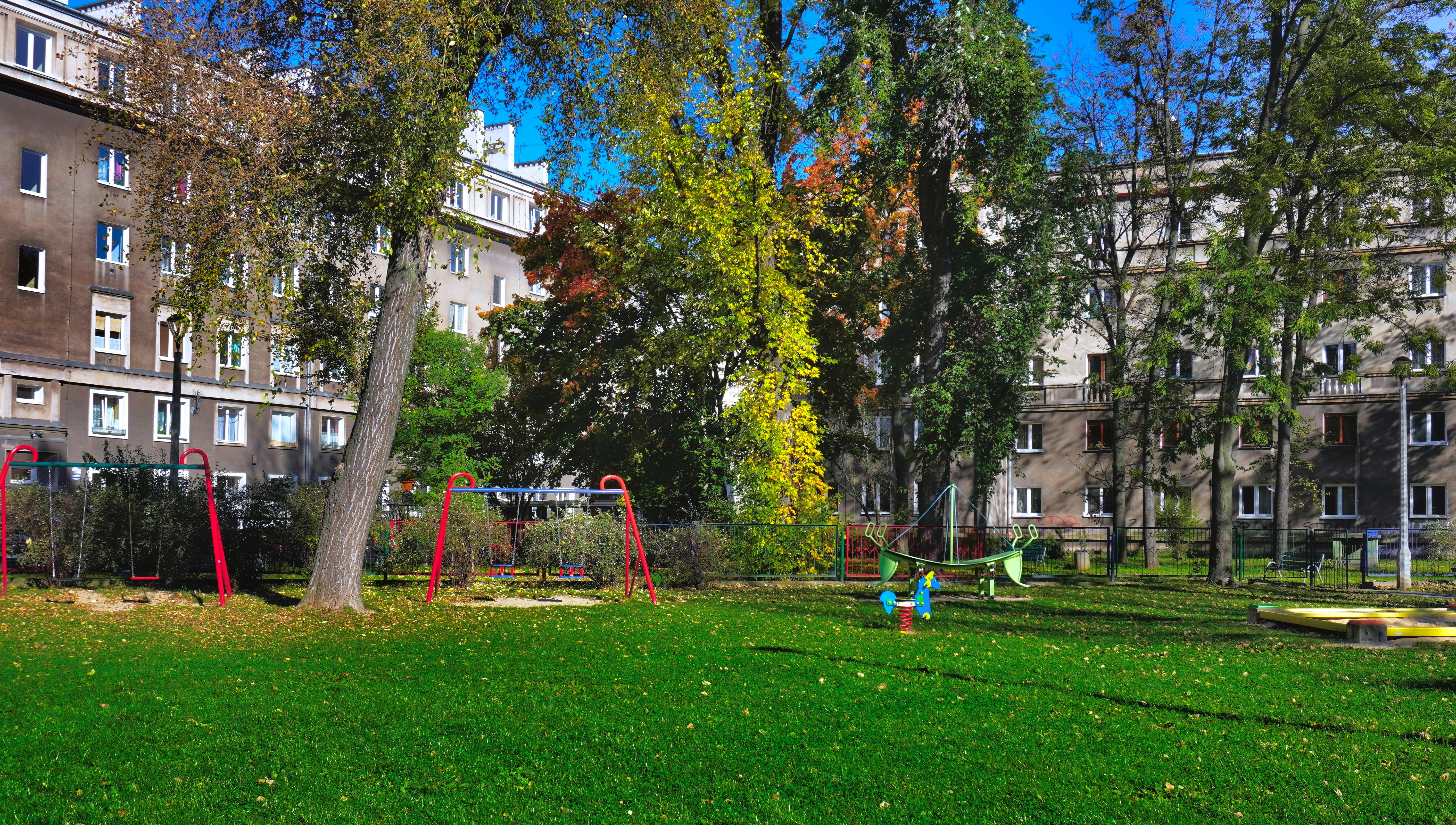
Wnętrze osiedla, plac zabaw (os. Centrum A 1 i 13)
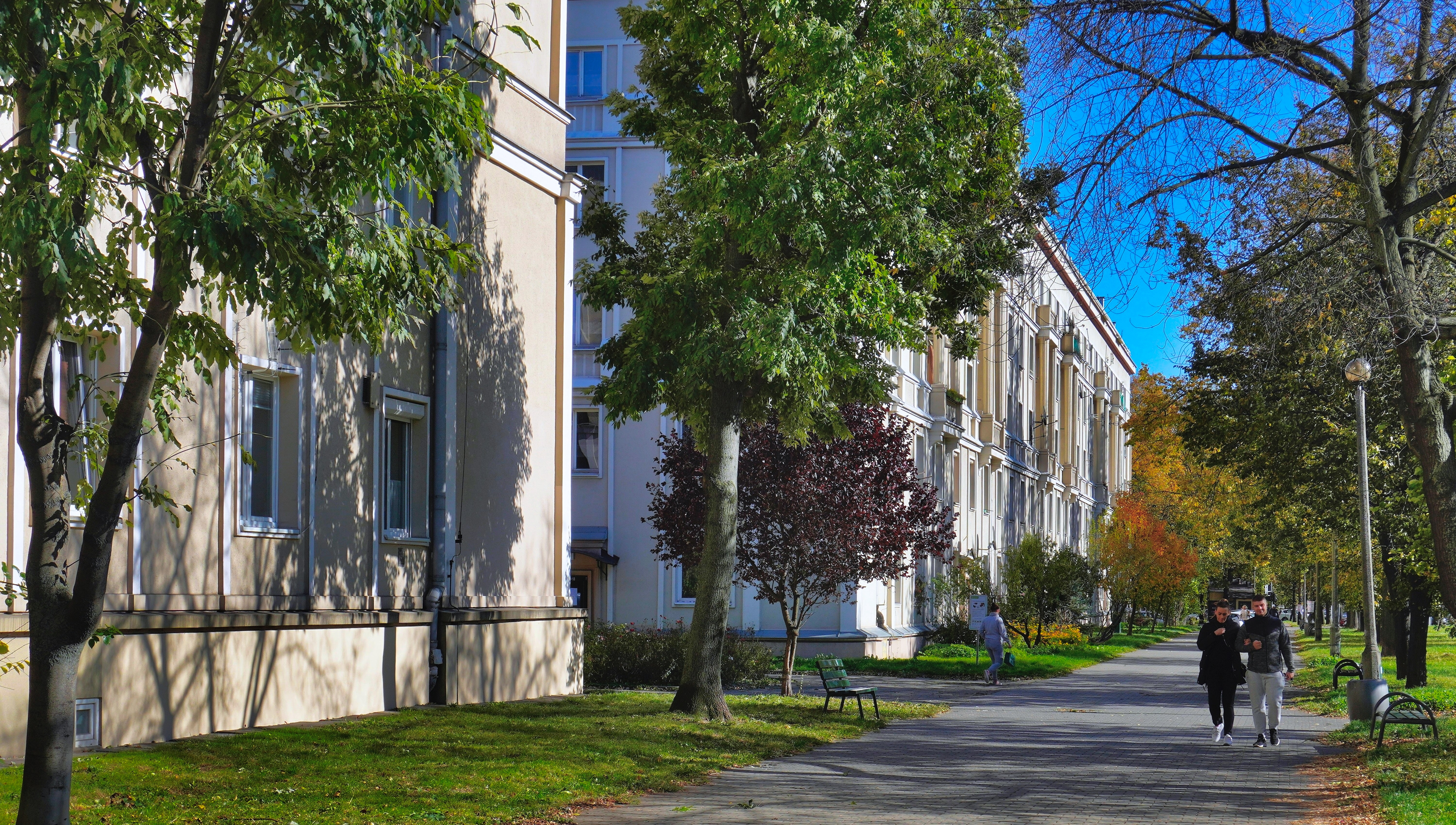
Widok od alei Jana Pawła II (os. Centrum A 11 i 10)
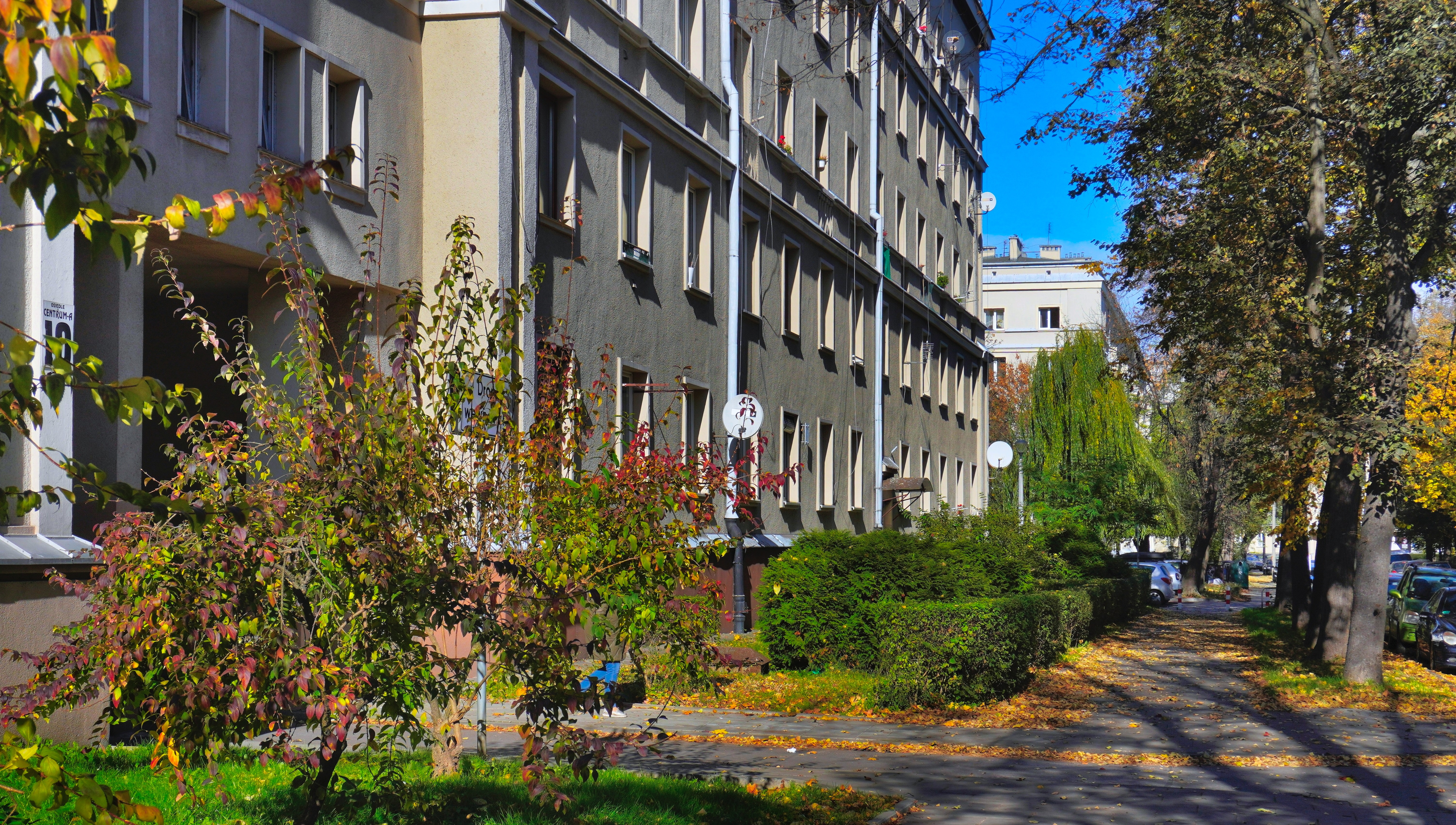
Wschodnia strona osiedla (os. Centrum A 9 i 5)